# Mile Svilar
Mile Svilar (en serbe en écriture cyrillique : Миле Свилар), né le 27 août 1999 à Anvers en Belgique, est un footballeur international serbe, d'origine belge, qui joue au poste de gardien de but à l’AS Rome.

## Biographie

### RSC Anderlecht
En 2010, Mile Svilar rejoint le RSC Anderlecht et joue alors dans les équipes de jeunes du club dont les moins de dix-neuf ans avec lesquels il atteint la demi-finale de la Youth League. Alors qu'il joue encore en équipe de jeunes, divers clubs anglais comme Arsenal s'intéressent à lui.
Il signe son premier contrat professionnel avec le RSC Anderlecht le jour de son seizième anniversaire, le 27 août 2015. Il est intégré à l'équipe première lors de la saison 2016-2017. Svilar apparait pour la première fois sur une feuille de match professionnelle le 1er décembre 2016 face à Charleroi en coupe de Belgique. Une semaine plus tard il est de nouveau sur le banc face à Saint-Etienne en Ligue Europa. Au total il apparaitra sur le banc à quatre reprises lors de la saison 2016/2017 en plus d' une nouvelle apparition sur le banc lors de la finale de Supercoupe de Belgique le 22 juillet 2017 (victoire 2-1 de son équipe).

### Désaccords sportifs, dégradation et transfert
Au cours de l'été 2017, la relation entre Mile Svilar et le RSC Anderlecht se dégrade progressivement. Se sentant prêt à évoluer comme titulaire en équipe première alors que son entraineur René Weiler estime le contraire, il refuse d'être prêté par le club afin d'engranger de l'expérience et décide de forcer son transfert. Fin juillet 2017, le RSC Anderlecht décide finalement de mettre le joueur en vente contre cinq millions d'euros. Malgré l'intérêt de plusieurs clubs, aucun d'entre eux ne propose un tel montant, ce qui conduit Mile Svilar à menacer de casser unilatéralement son contrat. Au même moment, il remet un certificat pour justifier son absence aux divers entraînements du club. Certains journalistes évoquent plutôt un boycott de la part du gardien,.
Finalement, fin août 2017, Mile Svilar est transféré au Benfica Lisbonne pour cinq saisons et contre une indemnité d' environ 2 millions d' euro.

### Benfica Lisbonne
Arrivé à Benfica, Svilar doit attendre le 14 octobre 2017 pour faire ses débuts avec son nouveau club au niveau professionnel face au SC Olhanense en Coupe du Portugal (victoire 0-1).
Quatre jours plus tard, il est titulaire pour la première fois en Ligue des champions contre Manchester United. Alors âgé de dix-huit ans et cinquante-deux jours, il devient le plus jeune gardien de but aligné dans cette compétition européenne. Cependant, il commet une erreur entraînant la défaite de son équipe (0-1) malgré un match globalement très bon,. Lors de la confrontation suivante entre les deux équipes, il parvient à arrêter un penalty mais marque ensuite contre son camp.

### En sélections nationales

#### Entre la Belgique et la Serbie
En équipe nationale, Mile Svilar joue dans diverses catégories des équipes de jeunes avec la Belgique.
Mile Svilar est titulaire dans les buts belges lors du championnat d'Europe des moins de 17 ans en 2016 au cours duquel la Belgique atteint les quarts de finale mais s'incline face à l'Allemagne (1-0).
Il porte ensuite le maillot de la Belgique en moins de 18 ans puis en moins de 19 ans.
En octobre 2017, Gert Verheyen, l'entraîneur de l'équipe belge des moins de 19 ans, annonce avoir tenté de contacter le jeune gardien à de multiples reprises mais que ce dernier n'a jamais répondu à ses appels. Ratko Svilar avance quant à lui que le sélectionneur n'a plus recontacté Mile Svilar depuis son transfert au Benfica. Il évoque alors un possible changement d'équipe nationale pour son fils. En effet, n'ayant pas encore joué de match avec l'équipe nationale belge et possédant la double nationalité, Mile Svilar peut toujours choisir de jouer pour la sélection nationale serbe.
Début novembre 2017, le journal A Bola annonce que le gardien opte pour la sélection serbe. Cependant, début septembre 2019, Svilar annonce vouloir jouer pour l'équipe nationale belge espoirs. Le 6 septembre 2019, il est titulaire pour la première fois avec les espoirs belges face au pays de Galles.

#### Serbie (depuis 2021)
Le 1er septembre 2021, il honore sa première sélection avec la Serbie lors d'un match amical face au Qatar.

## Statistiques

### En club
| Saison                | Club                  | Championnat           | Championnat | Championnat | Coupe nationale | Coupe nationale | Coupe de la Ligue | Coupe de la Ligue | Compétition(s) continentale(s) | Compétition(s) continentale(s) | Compétition(s) continentale(s) | Total | Total |
| Saison                | Club                  | Division              | M.          | B.          | M.              | B.              | M.                | B.                | Comp.                          | M.                             | B.                             | M.    | B.    |
| 2017-2018             | SL Benfica            | Primeira Liga         | 3           | 0           | 1               | 0               | 2                 | 0                 | C1                             | 3                              | 0                              | 9     | 0     |
| 2018-2019             | SL Benfica            | Primeira Liga         | 1           | 0           | 6               | 0               | 4                 | 0                 | C1+C3                          | 0+0                            | 0+0                            | 11    | 0     |
| 2019-2020             | SL Benfica            | Primeira Liga         | 1           | 0           | 0               | 0               | 0                 | 0                 | C3                             | 0                              | 0                              | 1     | 0     |
| 2020-2021             | SL Benfica            | Primeira Liga         | 1           | 0           | 1               | 0               | -                 | -                 | C3                             | 0                              | 0                              | 2     | 0     |
| 2021-2022             | SL Benfica            | Primeira Liga         | 0           | 0           | 0               | 0               | 0                 | 0                 | C1                             | 0                              | 0                              | 0     | 0     |
| Sous-total            | Sous-total            | Sous-total            | 6           | 0           | 8               | 0               | 6                 | 0                 | -                              | 3                              | 0                              | 23    | 0     |
| 2018-2019             | SL Benfica rés.       | Segunda Liga          | 2           | 0           | -               | -               | -                 | -                 | -                              | -                              | -                              | 2     | 0     |
| 2019-2020             | SL Benfica rés.       | Segunda Liga          | 20          | 0           | -               | -               | -                 | -                 | -                              | -                              | -                              | 20    | 0     |
| 2020-2021             | SL Benfica rés.       | Segunda Liga          | 21          | 0           | -               | -               | -                 | -                 | -                              | -                              | -                              | 21    | 0     |
| 2021-2022             | SL Benfica rés.       | Segunda Liga          | 13          | 0           | -               | -               | -                 | -                 | -                              | -                              | -                              | 13    | 0     |
| Sous-total            | Sous-total            | Sous-total            | 56          | 0           | -               | -               | -                 | -                 | -                              | -                              | -                              | 56    | 0     |
| 2022-2023             | AS Rome               | Serie A               | 3           | 0           | 0               | 0               | -                 | -                 | C3                             | 1                              | 0                              | 4     | 0     |
| 2023-2024             | AS Rome               | Serie A               | 15          | 0           | 1               | 0               | -                 | -                 | C3                             | 14                             | 0                              | 30    | 0     |
| 2024-2025             | AS Rome               | Serie A               | 38          | 0           | 1               | 0               | -                 | -                 | C3                             | 12                             | 0                              | 51    | 0     |
| Sous-total            | Sous-total            | Sous-total            | 56          | 0           | 2               | 0               | -                 | -                 | -                              | 27                             | 0                              | 85    | 0     |
| Total sur la carrière | Total sur la carrière | Total sur la carrière | 118         | 0           | 10              | 0               | 6                 | 0                 | -                              | 30                             | 0                              | 164   | 0     |

### En sélections nationales
| Saison                | Sélection             | Phases finales        | Phases finales | Phases finales | Éliminatoires CDM | Éliminatoires CDM | Éliminatoires EURO | Éliminatoires EURO | Ligue des Nations | Ligue des Nations | Matchs amicaux | Matchs amicaux | Total | Total |
| Saison                | Sélection             | Compétition           | M              | B              | M                 | B                 | M                  | B                  | M                 | B                 | M              | B              | M     | B     |
| --------------------- | --------------------- | --------------------- | -------------- | -------------- | ----------------- | ----------------- | ------------------ | ------------------ | ----------------- | ----------------- | -------------- | -------------- | ----- | ----- |
| 2021-2022             | Serbie                | -                     | -              | -              | -                 | -                 | -                  | -                  | -                 | -                 | 1              | 0              | 1     | 0     |
| Total sur la carrière | Total sur la carrière | Total sur la carrière | -              | -              | -                 | -                 | -                  | -                  | -                 | -                 | 1              | 0              | 1     | 0     |

### Matchs internationaux
| Matchs internationaux de Mile Svilar | Matchs internationaux de Mile Svilar | Matchs internationaux de Mile Svilar | Matchs internationaux de Mile Svilar | Matchs internationaux de Mile Svilar | Matchs internationaux de Mile Svilar | Matchs internationaux de Mile Svilar | Matchs internationaux de Mile Svilar                                |
| #                                    | Date                                 | Lieu                                 | Adversaire                           | Résultat                             | Compétition                          | Club                                 | Notes                                                               |
| ------------------------------------ | ------------------------------------ | ------------------------------------ | ------------------------------------ | ------------------------------------ | ------------------------------------ | ------------------------------------ | ------------------------------------------------------------------- |
| 1                                    | 1er septembre 2021                   | Nagyerdei Stadion, Debrecen, Hongrie | Qatar                                | V 4 - 0                              | Match amical                         | SL Benfica                           | Entre en jeu à la place de Predrag Rajković à la 46e minute de jeu. |

## Palmarès

### En club
|  |  | RSC Anderlecht - Championnat de Belgique (1) : - Champion : 2017 - Supercoupe de Belgique (1) : - Vainqueur : 2017 |  | Benfica Lisbonne - Championnat du Portugal (1) : - Champion : 2019. - Vice-champion : 2018 et 2020. |  | AS Rome - Ligue Europa - Finaliste : 2023. |

### Distinctions personnelles
- Élu meilleur gardien de Serie A en 2025 par la ligue nationale professionnelle italienne[18].

## Vie privée
Mile Svilar est le fils de Ratko Svilar, ancien gardien de but de l'Antwerp et ancien international yougoslave.